# Quận 18, Paris
Quận 18 nằm ở phía bắc Paris, tả ngạn sông Seine; quận còn có tên là Butte-Montmartre, nhưng tên gọi này ít được dùng trong đời sống thường nhật. Nó tiếp giáp với các quận 19, 10, 9 và 17. Phía còn lại sát với Seine-Saint-Denis.
Phía bắc Quận 18 là đồi Montmartre, trên đỉnh có Nhà thờ Sacré-Cœur nổi tiếng. Ngoài ra Quận 18 còn có quán Moulin rouge ở khu phố Pigalle. Moulin de la Galette và Nghĩa trang Montmartre cũng nằm ở quận này.
Quận 18 là quận đông thứ hai Paris, sau Quận 15. Năm 1999, dân số của quận là 188.500 người với diện tích 601 ha, tức 31.416 người/km².